# 最小クリーク被覆問題
計算量理論において、最小のクリーク被覆（クリークひふく、英: clique cover）を求めることは、グラフ理論的NP完全問題である。クリーク被覆問題はリチャード・カープによるオリジナルの21問題の1つで、そのNP完全性は1972年の論文 "Reducibility Among Combinatorial Problems"（「組合せ論的問題間の還元可能性」）に示されている。
クリーク被覆問題（クリーク分割問題と呼ぶこともある）とは、与えられたグラフの頂点集合を k-個のクリークへ分割できるかを決定する問題である。頂点集合の k-個の集合への分割が与えられたとき、その各集合がクリークを成すかは多項式時間で判定することができるから、クリーク被覆問題はNPに属する。そのNP完全性はグラフの k-彩色可能性からの帰着である。これを見るには、まずグラフ G の k-彩色可能性をその補グラフ G′ に関する事実に翻訳すればよい。このとき G の k-個のクリークへの分割は G′ の k-個の独立集合への分割を求めることに対応する（各集合にそれぞれ別の1つの色を塗ることで k-彩色ができたことになる）。
この問題と関連して、クリーク辺被覆問題は与えられたグラフの辺をすべて含むようなクリークの集合を考えるもので、これもまたNP完全問題である。